# Mansar
Mansar è una suddivisione dell'India, classificata come census town, di 6.458 abitanti, situata nel distretto di Nagpur, nello stato federato del Maharashtra. In base al numero di abitanti la città rientra nella classe V (da 5.000 a 9.999 persone).

## Geografia fisica
La città è situata a 21° 23' 60 N e 79° 15' 0 E e ha un'altitudine di 470 m s.l.m..

## Società

### Evoluzione demografica
Al censimento del 2001 la popolazione di Mansar assommava a 6.458 persone, delle quali 3.239 maschi e 3.219 femmine. I bambini di età inferiore o uguale ai sei anni assommavano a 832, dei quali 425 maschi e 407 femmine. Infine, coloro che erano in grado di saper almeno leggere e scrivere erano 4.431, dei quali 2.452 maschi e 1.979 femmine.